# Baingo
Baingo est une localité du Cameroun, située dans l’arrondissement de Belo, le département du Boyo dans la région du Nord-Ouest.

## Démographie
Lors du recensement de 2005, on a dénombré 2 086 habitants à Baingo, l'un des 29 villages de la commune de Belo (Belo Council), créée en 1993.

## Tourisme
Autour de Belo, les températures sont généralement comprises entre 15 et 28 °C, les plus élevées se produisant entre janvier et avril. La meilleure période pour se rendre dans la région et y pratiquer des activités de plein air se situe entre la fin novembre et la fin février.
Baingo possède trois cascades, mais leur potentiel touristique n'était pas exploité en 2011.

## Personnalités
- Linus Asong (1947-2012), romancier camerounais, est mort à Baingo.